# Chuck Daigh
Charles George „Chuck“ Daigh (* 29. November 1923 in Long Beach, Kalifornien; † 29. April 2008 in Newport Beach, Kalifornien) war ein US-amerikanischer Automobilrennfahrer, der auch mehrfach in der Automobilweltmeisterschaft startete. An einigen Wertungsläufen der USAC Stock Car Series nahm Daigh unter dem Pseudonym „Charles George“ teil.

## Karriere
In der Saison 1960 bestritt er als Nummer-1-Fahrer und Chefmechaniker zunächst vier Grand Prix für das Team Scarab von Lance Reventlow, wobei er letztendlich jedoch nur bei einem Rennen, dem Großen Preis von Belgien, an den Start ging. Allerdings fiel er dort während des Rennens aus. Den Großen Preis von Großbritannien bestritt Daigh für das Team Cooper, jedoch fiel er auch hier während des Rennens aus. Für das letzte Rennen der Saison, den Großen Preis der USA kehrte er noch einmal zu Scarab zurück und erreichte einen zehnten Platz. Daigh erzielte in seiner kurzen Automobilweltmeisterschafts-Karriere keine Meisterschaftspunkte.
Sein größter Erfolg war der Gesamtsieg beim 12-Stunden-Rennen von Sebring 1959.

## Statistik

### Statistik in der Formel 1

#### Gesamtübersicht
| Saison | Team                       | Chassis       | Motor         | Rennen | Siege | Zweiter | Dritter | Poles | schn. Rennrunden | Punkte | WM-Pos. |
| ------ | -------------------------- | ------------- | ------------- | ------ | ----- | ------- | ------- | ----- | ---------------- | ------ | ------- |
| 1960   | Reventlow Automobiles Inc. | Scarab Type 1 | Scarab 2.5 L4 | 2      | −     | −       | −       | −     | −                | −      | NC      |
| 1960   | Cooper Car Company         | Cooper T51    | Climax 2.5 L4 | 1      | −     | −       | −       | −     | −                | −      | NC      |
| Gesamt | Gesamt                     | Gesamt        | Gesamt        | 3      | −     | −       | −       | −     | −                | −      |         |

#### Einzelergebnisse
| Saison | 1   | 2 | 3   | 4   | 5   | 6   | 7 | 8 | 9  | 10 |
| ------ | --- | - | --- | --- | --- | --- | - | - | -- | -- |
| 1959   |     |   |     |     |     |     |   |   |    |    |
|        | DNQ |   |     |     |     |     |   |   |    |    |
| 1960   |     |   |     |     |     |     |   |   |    |    |
| DNA    | DNQ |   | DNS | DNF | DNS | DNF |   |   | 10 |    |

| Legende  | Legende            | Legende                                                          |
| Farbe    | Abkürzung          | Bedeutung                                                        |
| -------- | ------------------ | ---------------------------------------------------------------- |
| Gold     | –                  | Sieg                                                             |
| Silber   | –                  | 2. Platz                                                         |
| Bronze   | –                  | 3. Platz                                                         |
| Grün     | –                  | Platzierung in den Punkten                                       |
| Blau     | –                  | Klassifiziert außerhalb der Punkteränge                          |
| Violett  | DNF                | Rennen nicht beendet (did not finish)                            |
| Violett  | NC                 | nicht klassifiziert (not classified)                             |
| Rot      | DNQ                | nicht qualifiziert (did not qualify)                             |
| Rot      | DNPQ               | in Vorqualifikation gescheitert (did not pre-qualify)            |
| Schwarz  | DSQ                | disqualifiziert (disqualified)                                   |
| Weiß     | DNS                | nicht am Start (did not start)                                   |
| Weiß     | WD                 | zurückgezogen (withdrawn)                                        |
| Hellblau | PO                 | nur am Training teilgenommen (practiced only)                    |
| Hellblau | TD                 | Freitags-Testfahrer (test driver)                                |
| ohne     | DNP                | nicht am Training teilgenommen (did not practice)                |
| ohne     | INJ                | verletzt oder krank (injured)                                    |
| ohne     | EX                 | ausgeschlossen (excluded)                                        |
| ohne     | DNA                | nicht erschienen (did not arrive)                                |
| ohne     | C                  | Rennen abgesagt (cancelled)                                      |
| ohne     | keine WM-Teilnahme |                                                                  |
| sonstige | P/fett             | Pole-Position                                                    |
| sonstige | 1/2/3/4/5/6/7/8    | Punktplatzierung im Sprint-/Qualifikationsrennen                 |
| sonstige | SR/kursiv          | Schnellste Rennrunde                                             |
| sonstige | *                  | nicht im Ziel, aufgrund der zurückgelegten Distanz aber gewertet |
| sonstige | ()                 | Streichresultate                                                 |
| sonstige | unterstrichen      | Führender in der Gesamtwertung                                   |

### Le-Mans-Ergebnisse
| Jahr | Team            | Fahrzeug                  | Teamkollege    | Platzierung | Ausfallgrund |
| ---- | --------------- | ------------------------- | -------------- | ----------- | ------------ |
| 1960 | Camoradi Racing | Maserati Tipo 61 Birdcage | Masten Gregory | Ausfall     | Elektrik     |

### Sebring-Ergebnisse
| Jahr | Team                       | Fahrzeug           | Teamkollege      | Teamkollege       | Teamkollege | Platzierung            | Ausfallgrund      |
| ---- | -------------------------- | ------------------ | ---------------- | ----------------- | ----------- | ---------------------- | ----------------- |
| 1955 | Manfredo Lippmann          | Ferrari 750 Monza  | Sterling Edwards |                   |             | Ausfall                | Motorschaden      |
| 1959 | Scuderia Ferrari           | Ferrari 250TR59    | Phil Hill        | Olivier Gendebien | Dan Gurney  | Gesamtsieg             |                   |
| 1960 | North American Racing Team | Ferrari 250TR59/60 | Richie Ginther   |                   |             | Ausfall                | Wasser und Ölleck |
| 1962 | Chaparral Cars Inc.        | Chaparral 1        | Hap Sharp        | Ronnie Hissom     | Jim Hall    | Rang 6 und Klassensieg |                   |

### Einzelergebnisse in der Sportwagen-Weltmeisterschaft
| Saison | Team                                       | Rennwagen                      | 1   | 2   | 3   | 4   | 5   | 6   | 7   | 8   | 9   | 10  | 11  | 12  | 13  | 14  | 15  |
| ------ | ------------------------------------------ | ------------------------------ | --- | --- | --- | --- | --- | --- | --- | --- | --- | --- | --- | --- | --- | --- | --- |
| 1953   | Bob Estes                                  | Lincoln Capri                  | SEB | MIM | LEM | SPA | NÜR | RTT | CAP |     |     |     |     |     |     |     |     |
| 1953   | Bob Estes                                  | Lincoln Capri                  |     |     |     | 8   |     |     |     |     |     |     |     |     |     |     |     |
| 1954   | Lincoln                                    | Lincoln Capri                  | BUA | SEB | MIM | LEM | RTT | CAP |     |     |     |     |     |     |     |     |     |
| 1954   | Lincoln                                    | Lincoln Capri                  |     |     | DNF |     |     |     |     |     |     |     |     |     |     |     |     |
| 1955   | Manfredo Lippmann                          | Ferrari 750 Monza              | BUA | SEB | MIM | LEM | RTT | TAR |     |     |     |     |     |     |     |     |     |
| 1955   | Manfredo Lippmann                          | Ferrari 750 Monza              | DNF |     |     |     |     |     |     |     |     |     |     |     |     |     |     |
| 1959   | Scuderia Ferrari                           | Ferrari 250TR                  | SEB | TAR | NÜR | LEM | RTT |     |     |     |     |     |     |     |     |     |     |
| 1959   | Scuderia Ferrari                           | Ferrari 250TR                  | 1   |     |     |     |     |     |     |     |     |     |     |     |     |     |     |
| 1960   | North American Racing Team Camoradi Racing | Ferrari 250TR Maserati Tipo 61 | BUA | SEB | TAR | NÜR | LEM |     |     |     |     |     |     |     |     |     |     |
| 1960   | North American Racing Team Camoradi Racing | Ferrari 250TR Maserati Tipo 61 |     | DNF |     |     | DNF |     |     |     |     |     |     |     |     |     |     |
| 1962   | Chaparral Cars                             | Chaparral 1                    | DAY | SEB | SEB | MAI | TAR | BER | NÜR | LEM | TAV | CCA | RTT | NÜR | BRI | BRI | PAR |
| 1962   | Chaparral Cars                             | Chaparral 1                    | 6   |     |     |     |     |     |     |     |     |     |     |     |     |     |     |